# Кублик
Кублик (бел. Кублік) — деревня в Дрогичинском районе Брестской области Белоруссии. Входит в состав Попинского сельсовета.

## География
Деревня находится в южной части Брестской области, на северном берегу Днепровско-Бугского канала, при автодороге Н-636, на расстоянии приблизительно 13 километров (по прямой) к югу от города Дрогичина, административного центра района. Абсолютная высота — 145 метров над уровнем моря. Площадь населённого пункта — 1,7699 км².

## История
По состоянию на 1905 год, в Кублике проживало 760 человек. В административном отношении деревня входила в состав Осовецкой волости Кобринского уезда Гродненской губернии.
Согласно Рижскому мирному договору (1921), деревня вошла в состав межвоенной Польши. Входила в состав гмины Осовце Дрогичинского повета Полесского воеводства. В 1921 году числилось 211 жителей, проживавших в 56 домах. В этническом составе населения того периода белорусы составляли 99,5 %, поляки — 0,5 %. В конфессиональном составе населения преобладали православные христиане (99,5 %).
С 1939 года в БССР, с 1940 года в составе Попинского сельсовета.

## Население
По данным переписи 2019 года, в деревне проживало 136 человек.
| Год  | Население, человек |
| ---- | ------------------ |
| 1905 | 760                |
| 1921 | ↘ 211              |
| 1939 | ↗ 850              |
| 1959 | ↘ 756              |
| 1970 | ↘ 582              |
| 1995 | ↘ 322              |
| 2005 | ↘ 262              |
| 2009 | ↘ 210              |
| 2019 | ↘ 136              |